# Волшебный фонарь (альманах)
«Волшебный фонарь», или «Зрелище С-Петербургских расхожих продавцов, мастеров и других простонародных промышленников…» — ежемесячное иллюстрированное издание, выпускавшееся в 1817 году в Санкт-Петербурге. Вышло 12 номеров с 42 иллюстрациями: 41 гравюра (40 раскрашенных) и 1 литография: «Народный праздник на Невском». Сопроводительный текст — на русском, немецком и французском языках.
Издание следовало западноевропейской традиции подобных изданий, заложенной французским гравёром и издателем Франсуа Жулленом, который в 1737 году опубликовал первый том серии «Крики Парижа» (Cris de Paris) с гравюрами по рисункам Эдме Бушардона. Эта работа, изданная в пяти частях между 1737 и 1746 годами, состояла из шестидесяти гравюр с изображениями уличных торговцев и подробностями их характерных «криков», пользовалась большой популярностью и представляла собой один из самых ранних примеров книг, посвященных запечатлению нравов повседневной уличной жизни в европейских столицах. К XIX веку этой теме было посвящено так много названий, что подобные произведения стали называть отдельным жанром «криков».
Петербургское издание показывало «народные типы» в характерных костюмах того времени. Издание пользовалось популярностью на волне движения национального романтизма в России первой четверти XIX века. Сорок раскрашенных офортов по собственным рисункам выполнил К. А. Зеленцов, ученик А. Г. Венецианова.
«Народные типы» по мотивам альманаха повторялись в русских народных картинках, других изданиях и в фарфоровых фигурках завода Гарднера в Вербилках.
Успех альманаха способствовал появлению других подобных изданий, например «Физиология Петербурга» или «Наши, списанные с натуры русскими…». Альманах «Волшебный фонарь» начала XIX века следует отличать от ежемесячного журнала под таким же названием «по всем отраслям знаний», издававшегося с 1878 года.